# Two and One-Half Mile Village
Two and One-Half Mile Village (auch Two and 1/2 Mile Village) ist ein Ort im kanadischen Yukon nordwestlich des Watson Lake, der überwiegend von Indianern bewohnt wird. Er liegt am Robert Campbell Highway, der den Ort Watson Lake mit Ross River verbindet, von wo er weiter bis Carmacks verläuft. An dieser Straße liegt südöstlich von Two and One-Half Mile Village auch Two Mile Village.
2006 zählte man 95 Einwohner. Die Bewohner der „Indianersiedlung“ (Indian settlement) gehören der Liard First Nation an. Dieser Gruppe, die auch um Two Mile Village lebt, gehörten im November 2010 insgesamt 1106 Menschen an. Ihre Sprache ist das Kaska, das zur athabaskischen Sprachfamilie gehört, wobei sie nahe mit dem Talhtan, Sekani, Beaver, Slavey sowie dem nördlichen und südlichen Tutchone verwandt ist. 2006 wies der Ort 35 bewohnte Privatgebäude auf, eines war unbewohnt.
Im Zensus von 2001 wies der Ort fast ein Drittel weniger Einwohner auf, nämlich nur 65 Personen, 1996 waren es sogar erst 40. Damit hat der Ort innerhalb von einem Jahrzehnt seine Einwohnerzahl um 137,5 % erhöht.
Eine Mine befindet sich nordöstlich des Dorfes, die über eine Piste zu erreichen ist.
Seine Entstehung verdankt der Ort Watson Lake und auch die Kaska-Siedlungen dem Bau des Alaska Highway. Dabei wurden zahlreiche indigene Gruppen mehr oder weniger freiwillig angesiedelt, Watson Lake erhielt einen Flugplatz. Verwaltungsmäßig gehören diese umgebenden Orte zum mit über 1000 Einwohnern größten Ort der Region.

## Belege
1. ↑  Statistics Canada
2. ↑  Nach Informationen des Department of Indian Affairs and Northern Development, Liard First Nation, Registered Population (Memento vom 6. Juli 2011 im Internet Archive)
3. ↑  city-data.com
4. ↑  Two and One-Half Mile Village. Population by Sex and Age Group Census 2001
5. ↑  Census '96, Aboriginal Data, S. 3.